# سیدی لحسن (استان سیدی بلعباس)
سیدی لحسن (استان سیدی بلعباس) (به عربی: سيدي لحسن) یک شهرداری در الجزایر است که در ناحیه سیدی لحسن واقع شده‌است. سیدی لحسن ۲۰٬۹۹۹ نفر جمعیت دارد.